# Pédagogie Pierre Faure
Pour les articles homonymes, voir Pierre Faure (homonymie) et Faure.
La pédagogie Pierre Faure est une méthode éducative alternative fondée par le jésuite Pierre Faure, qui la qualifie d'« enseignement personnalisé et communautaire ». Elle se fonde sur une anthropologie personnaliste et chrétienne.
Elle vise à susciter un intérêt chez l'enfant, au même titre que par exemple les pédagogies différenciées, celles de Montessori et Freinet (parmi les méthodes les plus connues), ou encore les écoles qui se réfèrent à la gestion mentale.

## Histoire
Dans son livre Précurseurs et témoins d’un enseignement personnalisé et communautaire, Pierre Faure fait remonter cette pédagogie à Platon. Celui-ci avait saisi l’unité foncière de l’être humain, son aspiration profonde à l’unité et la dimension à la fois personnelle et sociale de ses actes. Sa pédagogie, la maïeutique socratique, n’avait pour Platon d’autre but que d’aider à cette libération, à cet enfantement, à cette marche vers la vérité.
Pierre Faure se réfère à de nombreux autres pédagogues et philosophes. Et en premier lieu à Montaigne, pour qui l’activité de l’esprit, le jugement qui ne peuvent être que personnels était pour celui-ci la source et garantie d’une éducation véritable.
Pierre Faure, qui était jésuite, s’est inspiré également de la tradition jésuite telle qu’elle s’est développée dans les collèges de la Renaissance. Les méthodes développées, notamment l’étude des textes anciens, devaient former des hommes sachant prendre en main leur travail car habitués au travail personnel, rompus à l’expression et aptes à la communication.
Il n’omet pas les pédagogues de ce qu’on a appelé « l’école nouvelle » et en particulier la filière sur laquelle il s’appuie et qui commence par Itard et Séguin pour arriver à Maria Montessori, Hélène Lubienska de Lenval et Helen Parkhurst. Mais Pierre Faure s’intéresse aussi aux psychologues de son temps, notamment Piaget, ainsi qu'aux possibilités qu’offrent l’audio-visuel et l’informatique ainsi que les neurosciences.
Mais la principale originalité de Pierre Faure est de toujours partir de l’enfant tel qu’il est comme personne libre et responsable. Pour lui, la mission essentielle de l’éducateur est de lui donner les moyens de se prendre lui-même en charge, de se situer dans le monde dans lequel il vit, de l’aider à opérer des choix personnels, d’assimiler et d’intérioriser ses découvertes, de se contrôler lui-même, mais aussi d’apprendre à entrer en relation avec les autres.

## L'attitude de l'enseignant et le climat de la classe
En enseignement personnalisé, l’attitude du maître est primordiale. Il n’est plus là pour « faire la leçon » depuis une estrade et devant des bancs alignés. Il est au milieu des élèves pour les guider, les accompagner, les encourager, parfois évaluer leur travail. Cela suppose une certaine souplesse pour passer d’un élève à l’autre puisque les jeunes travaillent sur des matières et des exercices différents. Il faut aussi que l’enseignant sache observer et respecter les élèves au travail.  Le tout dans un climat où respirent la confiance, le bien-être et l’esprit de recherche. Il y a donc une ambiance à créer pour faciliter l’activité intérieure de chacun.
Il faut selon Pierre Faure une proposition vivante, une autorité, une présence provocante qui engendre la nouveauté, l’étonnement, le respect.

## Objectifs
L’école ne se limite pas à l’instruction. Elle doit aussi contribuer à la construction de la personnalité, de toute la personnalité y compris sur le plan physique, moral, relationnel, culturel et spirituel. C’est à l’enfant lui-même de se construire par ce processus que Piaget appelle « l’autogenèse ».
La pédagogie personnalisée fait appel au dynamisme de la personne. Chaque enfant, chaque jeune est différent et demande à être pris au sérieux. Il a sa propre histoire, ses désirs, ses secrets, ses limites. Le tout est de ne laisser personne sur le bord du chemin.
L’objectif premier est de rendre les élèves plus autonomes et véritablement responsables de leur travail. D’où la possibilité de leur offrir de choisir librement les matières qu’ils veulent étudier. Cet apprentissage de la responsabilité doit s’accompagner d’un certain nombre d’exigences, d’où tout un système de contrats et de plans de travail ainsi que des évaluations régulières.
Cela nécessite pour l’enseignant de restreindre la part du magistral pour faire place à des travaux individualisés ou par petits groupes. Chaque élève doit pouvoir progresser à son rythme et utiliser tout son potentiel pour acquérir de nouvelles connaissances, les assimiler et les intérioriser.
Mais l’éveil du sens communautaire et du vivre ensemble ne doit pas être négligé selon Pierre Faure. D’où l’importance de l’entraide entre les élèves et du partage des responsabilités dès le plus jeune âge.

## Organisation et instruments de travail
Chez Pierre Faure, la journée scolaire est partagée en trois périodes :
- Le temps du travail personnel seul ou à plusieurs, généralement en début de matinée,
- Le temps des restitutions et des échanges appelés « mises en commun », qui est généralement précédé de psychomotricité[10] et de retour au calme (leçon de silence).
- Et dans l’après-midi, des temps plus collectifs plus ludiques ou plus conviviaux ( sport, éveil artistique, laboratoires divers…).

L’espace doit être autant que possible modulable pour permettre à certains moments des activités personnalisées et à d’autres des séances collectives.
Divers outils peuvent faciliter l’usage d’un enseignement personnalisé. Les outils les plus performants sont ceux qui correspondent à des progressions didactiques rigoureuses. Ils doivent être adaptés à l’âge, aux besoins et aux niveaux d’apprentissage des élèves.
Voici quelques instruments de travail qui ont été expérimentés depuis plusieurs années avec succès :
- Les plans d’année ou programmations par matière où sont énumérés les diverses notions à acquérir. Elles permettent aux élèves de savoir où ils en sont et ce qu’il leur reste à acquérir[12],
- Un libre accès à la documentation, avec une bibliothèque comprenant des dictionnaires, des encyclopédies, des grammaires et différents livres ou manuels ainsi que des tablettes ou ordinateurs permettant l’accès à internet.
- Des fiches ou directives de travail ainsi que des fiches d’auto-évaluation,
- Des outils indispensables à tous les niveaux et pour toutes les matières : globe et atlas pour la découverte du monde, frises multiples pour situer les hommes, les espèces ou les civilisations…
- Des tableaux de classification et des vues d’ensemble.
- Pour les plus jeunes, du matériel de manipulation, en particulier en français et mathématiques pour la plupart empruntés à Séguin, Montessori ou Lubienska de Lenval, comme les dictées muettes[13] ou la table de Pythagore[14].

Tous ces outils, si perfectionnés soient-t-ils, ne sont que des moyens qui permettent l’acquisition de notions, l’observation, la mémorisation, le raisonnement et le passage à l’abstraction.

## Développement et mise en œuvre de l'enseignement personnalisé
Diverses écoles à travers le monde ont développé cette forme d’enseignement, en particulier en France, au Canada, en Espagne, en Amérique latine et au Liban. Des centres de formation et diverses institutions forment les enseignants à ces méthodes. On citera en particulier en France l’Association Louis Beaulieu et l’Association Internationale pour la recherche et l’Animation Pédagogique (AIRAP), au Mexique l’Instituto Pierre Faure à Guadalajara et l’Instituto America à León.